# Berberis copahuensis
Berberis copahuensis är en berberisväxtart som beskrevs av Job. Berberis copahuensis ingår i släktet berberisar, och familjen berberisväxter. Inga underarter finns listade i Catalogue of Life.